# Nikola Pilić
Nikola "Niki" Pilić (n. 27 august 1939, Split, Croația) este un fost jucător de tenis croat, care a reprezentat Iugoslavia.
A fost finalist în 1973 la Roland Garros, pierzând în fața lui Ilie Năstase cu scorul 6-3, 6-3, 6-0. În 1987 a obținut cetățenia germană.